# No.6 Collaborations Project
No.6 Collaborations Project é o quarto álbum de estúdio do cantor e compositor britânico Ed Sheeran. Seu lançamento ocorreu em 12 de julho de 2019, por intermédio da Asylum Records e da Atlantic Records. O álbum inclui a participação de Justin Bieber, Camila Cabello, Chance the Rapper, Travis Scott, Eminem, 50 Cent, Cardi B, Paulo Londra, Young Thug e Bruno Mars, e rappers britânicos como Stormzy, J Hus e Dave.
O álbum foi promovido pelos singles "I Don't Care", com Bieber; "Cross Me", com Chance the Rapper e PnB Rock; "Beautiful People", com Khalid; "Best Part of Me", com Yebba, "Blow", com Chris Stapleton e Mars, "South of the Border", com Cabello e Cardi B, "Antisocial", com Scott e "Take Me Back to London", com Stormzy.

## Antecedentes
Em 23 de maio de 2019, Sheeran anunciou o álbum, que seria uma continuação do extended play (EP) No. 5 Collaborations Project (2011). Numa postagem do Instagram, o músico escreveu: "Antes de eu assinar com a gravadora em 2011, fiz um EP chamado No. 5 Collaborations Project. Desde então, eu sempre quis fazer outro, então comecei o No.6 no meu laptop quando eu estava em turnê no ano passado. Sou um grande fã de todos os artistas com os quais eu colaborei e foi muito divertido de fazer o álbum".
Apesar de ser o quarto álbum de estúdio do cantor, Sheeran descreve-o como uma coletânea musical. As canções foram anunciadas em 23 de maio de 2019, mas o nome dos artistas convidados estavam inelegíveis. Em 18 de junho de 2019, o alinhamento de faixas com toda as participações foi divulgada.

## Singles
"I Don't Care", em colaboração com Justin Bieber, foi lançada em 10 de maio de 2019 como single principal do álbum. A canção marca a terceira parceria entre os músicos e a primeira na qual ambos cantam juntos na mesma canção.
"Cross Me" foi lançada em 24 de maio de 2019 como segundo single. Em 20 de maio de 2019, Sheeran publicou uma foto que continha o título da faixa, em seu perfil do Instagram. Contendo dois nomes borrados inicialmente, foi revelado posteriormente que Chance the Rapper e PnB Rock estavam na canção.
"Beautiful People", em colaboração com Khalid, foi confirmada como terceiro single do álbum, em 23 de junho de 2019. Em 25 de junho de 2019, Sheeran publicou um vídeo no qual Khalid gravava parte da canção. Em 26 de junho de 2019, uma versão acústica da canção performada por Sheeran foi divulgada. Em 28 de junho de 2019, a canção foi lançada.
"Best Part of Me", em colaboração com Yebba, foi lançada como quarto single, concomitantemente a "Blow", em 5 de julho de 2019.
"Antisocial", em colaboração com Travis Scott, foi lançada como quarto single em 12 de julho de 2019.

## Recepção da crítica
| Críticas profissionais | Críticas profissionais |
| Pontuações agregadas   | Pontuações agregadas   |
| Fonte                  | Avaliação              |
| ---------------------- | ---------------------- |
| Metacritic             | 57/100                 |
| Avaliações da crítica  |                        |
| Fonte                  | Avaliação              |
| The Guardian           | [ 26 ]                 |
| The Independent        | [ 27 ]                 |
| NME                    | [ 6 ]                  |
| The Telegraph          | [ 28 ]                 |
| Variety                | [ 29 ]                 |
| Pitchfork              | 5.3 de 10 estrelas.    |

No. 6 Collaborations Project recebeu avaliações mistas dos críticos de música. No Metacritic, com base em 14 resenhas recolhidas, concedeu ao álbum uma média de 57 pontos, de uma escala que vai até cem, indicando "análises geralmente mistas". Numa avaliação de 4 estrelas de 5, Alex Petridis, do The Guardian, escreveu: "Apesar de tudo, o álbum parece ter sido o que ele prometeu: uma homenagem ao seu domínio contínuo nas paradas musicais, não apenas como artista, mas como compositor. Apesar de tanto gabar-se por suas conquistas, há um sabor de autenticidade sobre o teor neurótico das letras." Numa avaliação negativa, Helen Brown, do The Independent escreveu: "Seria mais fácil amar este álbum se Ed Sheeran não estivesse acompanhado de sua autodepreciação em reafirmar o quão talentoso ele é. Ele realmente tem um dom para criar uma melodia e letra cativantes. Ele sabe como transformar experiências pessoais em uma canção genérica de amor. Embora seja insosso, é sincero e higienicamente preparado. Não há emoção, mas um álbum com elementos afáveis, acessíveis e familiares."
Numa avaliação mediana, Nick Levine, da revista britânica NME, escreveu: "Em 10 ou 20 anos, No. 6 Collaborations Project pode ser a cápsula do tempo perfeita para entender o que era o pop em 2019. Não é necessariamente um álbum, mas uma coleção inteligente de diversos colaboradores e que limita os gêneros tradicionais de música. Na maior parte do tempo, o álbum é um crédito para as habilidades líricas de Sheeran e para sua personalidade aprimorada.
Numa análise negativa para a revista Variety, Chris Willman escreveu: "Em ultima análise, o conceito de exibir uma série ininterrupta de convidados pode ter um fim diferente — Sheeran, no entanto, prova que pode fazer um álbum inteiro de canções que soam igual a "Shape of You". O álbum é, sobretudo, o local em que Sheeran abandona o seu lado material, fazendo-o soar como um projeto paralelo."
Neil McCormick, do The Telegraph, avaliou o álbum com 4 estrelas de 5, dizendo: "No.6 Collaborations Project está sendo lançado como um avanço ou um desvio da carreira de Sheeran, quebrando a sequência matemática do título de seus últimos álbuns. Na verdade, o teor matemático continua em seu núcleo de forma resoluta, levando Sheeran a entregar um álbum que seja maior do que seus demais trabalhos. Certamente, é um álbum suave, inteligente e bem produzido que dominará as paradas musicais ao longo do ano, dando continuidade ao seu império." Numa avaliação mediana para a Pitchfork, Rawiya Kameir escreveu: "Infelizmente, Ed apresenta, no álbum, a crença de que é um rapper competente. Ser fã de rap não quer dizer que você possa fazê-lo. Assim como o projeto original, No.6 é ruim tanto na teoria quanto na prática."

## Desempenho comercial
Na Billboard 200 dos Estados Unidos, o álbum estreou na primeira posição com 173 000 cópias vendidas, das quais 70 000 eram vendas puras. No Reino Unido, o álbum estreou na primeira posição da UK Albums Chart com 125 000 cópias vendidas, tornando-se o álbum de vendas mais rápidas de 2019. Na primeira semana, No.6 Collaborations Project angariou 57 000 cópias físicas, 18 000 downloads e 70,2 milhões de streams no Reino Unido.
Em outros 14 países, incluindo Austrália, Nova Zelândia, Irlanda, Taiwan, Noruega, Suécia, Bélgica, Países Baixos e Finlândia, o álbum estreou na primeira posição. Na Itália, França e Alemanha, o álbum estreou na segunda posição.

## Alinhamento de faixas
| N.º            | Título                                                 | Compositor(es) | Produtor(es)                                                | Duração |  |
| 1.             | "Beautiful People" (com Khalid)                        | Edward Sheeran, Khalid Robinson, Karl Sandberg, Karl Schuster, Frederik Gibson                                          | Max Martin, Shellback, Fred Gibson, Sheeran, Alex Gibson[a] | 3:17    |  |
| 2.             | "South of the Border" (com Camila Cabello e Cardi B)   | |                                                             | 3:24    |  |
| 3.             | "Cross Me" (com Chance the Rapper e PnB Rock)          | Sheeran, Gibson, Chancellor Bennett, Rakim Allen                                                                        | Gibson                                                      | 3:26    |  |
| 4.             | "Take Me Back to London" (com Stormzy)                 | Sheeran, Schuster, Sandberg, Gibson, Michael Omari Jr.                                                                  | Skrillex, Kenny Beats, Fred                                 | 3:09    |  |
| 5.             | "Best Part of Me" (com Yebba)                          | Sheeran, Abbey Smith, Benjamin Levin                                                                                    | Sheeran, Benny Blanco, Joe Rubel                            | 4:03    |  |
| 6.             | "I Don't Care" (com Justin Bieber)                     | Sheeran, Bieber, Jason Boyd, Sandberg, Schuster, Gibson                                                                 | Martin, Shellback, Gibson                                   | 3:39    |  |
| 7.             | "Antisocial" (com Travis Scott)                        | Sheeran, Jacques Webster, Gibson, Joseph Saddler                                                                        | Fred                                                        | 2:41    |  |
| 8.             | "Remember the Name" (com Eminem e 50 Cent)             | Sheeran, Schuster, Sandberg, Curtis Jackson, Marshall Mathers, Rico Wade, Ray Murray, Sleepy Brown, Big Boi, André 3000 | Sheeran, Shellback, Martin, Fred                            | 3:27    |  |
| 9.             | "Feels" (com Young Thug e J Hus)                       | Sheeran, Jeffery Williams, Momodou Jallow, Gibson                                                                       | Fred                                                        | 2:30    |  |
| 10.            | "Put It All on Me" (com Ella Mai)                      | Sheeran, Mai, Gibson | Fred                                                        | 3:17    |  |
| 11.            | "Nothing on You" (com Paulo Londra e Dave)             | Sheeran, Gibson, Ovy On The Drums, The KristoMan, Londra, David Omoregie                                                | Fred                                                        | 3:20    |  |
| 12.            | "I Don't Want Your Money" (com H.E.R.)                 | Sheeran, Anthony Jefferies, Joe Reeves, Gabi Wilson                                                                     | Nineteen85                                                  | 3:24    |  |
| 13.            | "1000 Nights" (com Meek Mill e A Boogie Wit Da Hoodie) | Sheeran, Robert Williams, Artist Dubose, Gibson, Matthew Samuels, Jahaan Sweet                                          | Fred, Boi-1da, Sweet                                        | 3:32    |  |
| 14.            | "Way to Break My Heart" (com Skrillex)                 | Sheeran, Sonny Moore, McCutcheon                                                                                        | Skrillex, Mac                                               | 3:10    |  |
| 15.            | "Blow" (com Chris Stapleton e Bruno Mars)              | Sheeran, Christopher Stapleton, Bard McNamee, Bruno Mars, Brody Brown, Frank Rogers, Gregory McKee, J.T. Cure           | Mars                                                        | 3:29    |  |
| Duração total: | Duração total:                                         | Duração total: | Duração total:                                              | 49:48   |  |